# Amman
Amman er hovedstad i Jordan og har 4.007.526(2015)indbyggere. Byen er Jordans kommercielle, industrielle og administrative centrum. Ikke langt fra byen ligger udgravningen Ain Ghazal, hvor der er fundet en stor forhistorisk beboelse.